# Élections législatives luxembourgeoises de 1854
Les élections législatives de 1854 ont eu lieu au scrutin indirect le 14 juin 1854 afin de désigner les cinquante-cinq membres de la Chambre des députés.
La Chambre des députés est dissoute en date du 15 mai 1854, à quelques semaines seulement des élections régulières prévues en juin. Le roi-grand-duc Guillaume III est hostile aux idéaux de 1848. Sur proposition du gouvernement, il utilise l'article 76 de la Constitution de 1848 pour dissoudre de plein droit le Parlement. L’objectif est alors de provoquer un renouvellement de la totalité des mandats des députés, au lieu du simple renouvellement partiel, par moitié, prévu en vertu des règles d'expiration ordinaire des mandats. L'objectif politique sous-jacent est d'obtenir un parlement plus docile à ses visées politiques réactionnaires.

## Composition de la Chambre des députés
| Circonscription  | Sièges | Députés                   |
| ---------------- | ------ | ------------------------- |
| Capellen         | 4      | Charles Collart (lb)      |
| Capellen         | 4      | Jean-Baptiste-Henri Funck |
| Capellen         | 4      | Jean-Guillaume Kremer     |
| Capellen         | 4      | Dominique Elter           |
| Clervaux         | 4      | Jean-Pierre Toutsch       |
| Clervaux         | 4      | Lucien Richard (lb)       |
| Clervaux         | 4      | Bernard Neumann           |
| Clervaux         | 4      | Charles-Gérard Eyschen    |
| Diekirch         | 5      | Joseph Tschiderer         |
| Diekirch         | 5      | Jean Juttel               |
| Diekirch         | 5      | Chrétien Mersch (lb)      |
| Diekirch         | 5      | Charles Faber             |
| Diekirch         | 5      | Jean Angelsberg           |
| Echternach       | 4      | Michel Witry (lb)         |
| Echternach       | 4      | Jean-Pierre Föhr (lb)     |
| Echternach       | 4      | Nicolas Arendt            |
| Echternach       | 4      | Mathias Hardt (lb)        |
| Esch-sur-Alzette | 5      | Victor de Tornaco         |
| Esch-sur-Alzette | 5      | Auguste Collart           |
| Esch-sur-Alzette | 5      | Théodore de Wacquant (lb) |
| Esch-sur-Alzette | 5      | Nicolas Schmit            |
| Esch-sur-Alzette | 5      | Jean Steichen             |
| Grevenmacher     | 5      | Antoine Pescatore         |
| Grevenmacher     | 5      | Mathias Wawer             |
| Grevenmacher     | 5      | Jean-Pierre Klein         |
| Grevenmacher     | 5      | Pierre Müller-Walse       |
| Grevenmacher     | 5      | Joseph Ritter             |
| Luxembourg       | 10     | Eugène Fischer (lb)       |
| Luxembourg       | 10     | Théodore Pescatore        |
| Luxembourg       | 10     | Dominique Stiff           |
| Luxembourg       | 10     | Augustin Lampach          |
| Luxembourg       | 10     | Michel Jonas              |
| Luxembourg       | 10     | Norbert Metz              |
| Luxembourg       | 10     | Édouard Aschman           |
| Luxembourg       | 10     | Mathias Hertert           |
| Luxembourg       | 10     | Auguste Fischer           |
| Luxembourg       | 10     | Valentin Wahl             |
| Mersch           | 4      | Michel Clement (lb)       |
| Mersch           | 4      | Henri Witry               |
| Mersch           | 4      | Jean-Pierre Hoffmann      |
| Mersch           | 4      | Jean-Pierre Heuard        |
| Redange          | 4      | Nicolas Schroeder         |
| Redange          | 4      | Rénilde-Guillaumes Jaques |
| Redange          | 4      | Charles Bassing           |
| Redange          | 4      | Nicolas Hippert           |
| Remich           | 4      | Gustave Lessel (lb)       |
| Remich           | 4      | Wilibrord Macher          |
| Remich           | 4      | Joseph-Chrétien Gretsch   |
| Remich           | 4      | Jacques Diederich         |
| Vianden          | 1      | Jean Daleyden             |
| Wiltz            | 5      | Jean-Charles Mathieu      |
| Wiltz            | 5      | Jacques Bernard (lb)      |
| Wiltz            | 5      | Michel Freres             |
| Wiltz            | 5      | Édouard Thilges           |
| Wiltz            | 5      | Michel Fallis             |